# 元田庄一

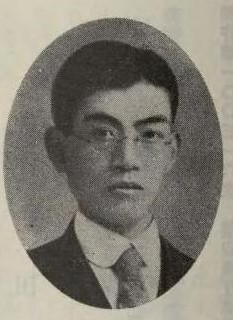
元田庄一

元田 庄一（もとだ しょういち、1896年（明治29年）3月 - ?）は、日本の発明家。
広島県佐伯郡大柿町（現在の江田島市）出身。東京電機学校（現在の東京電機大学）本科卒業後、1921年（大正10年）に広島電気に入社し、技手となった。1921年に逓信省電気事業主任技術者試験三種に合格し、1923年に二種一次に合格した。

## 特許
- 特許第96843号 蓄熱式電気煮炊装置